# 周先旺
周先旺（しゅう せんおう、1963年11月 - ）は、中華人民共和国の官僚、政治家。中国共産党武漢市委員会副書記、武漢市人民政府市長を歴任。

## 経歴
- 1963年11月、湖北省建始県出身。湖北大学（中国語版）中共中央党校を卒業。
- 1984年5月から中国共産主義青年団建始県高坪区委員会書記、中国共青団建設始県委員会副書記、紅岩鎮党委員会副書記・鎮長、建始県人民政府副県長・県政府党組成員を務める。
- 1994年1月、中国共青団恩施トゥチャ族ミャオ族自治州委員会書記に就任。
- 1995年9月、宣恩県党委副書記・県長に就任。
- 1998年4月、恩施トゥチャ族ミャオ族自治州副州長、州政府党組成員に就任。
- 2002年12月、恩施トゥチャ族ミャオ族自治州党委副書記、州長代行・州政府党組書記に就任。
- 2003年2月、恩施トゥチャ族ミャオ族自治州州長兼任。2018年9月7日に中国共産党武漢市委員会副書記、武漢市人民政府市長に任じられた[1][2]。2021年1月22日に市長を辞任した[3]。
- 2025年7月8日、中国共産党中央紀律検査委員会と国家監察委員会は「重大な規律違反と法律違反」 の疑いで周に対する捜査を開始したと発表した[4]。

## 評価
人格的評価については毀誉褒貶様々な意見がある。
2019年の新型コロナウイルス発生後の周先旺市長、馬国強書記を初めとする武漢市の党指導層の反応の遅さが指摘された。彼は記者の取材に対し、伝染病には伝染病予防法があるため、法律に基づいて公表しなければならないと述べ、中国中央人民政府が疫病隠しに対して責任を負うことを暗示した。